# دان ليهي
دان ليهي (بالإنجليزية: Dan Leahy)‏ هو لاعب كرة قاعدة أمريكي، ولد في 8 أغسطس 1870 في ناشفيل في الولايات المتحدة، وتوفي في 30 ديسمبر 1903 في نوكسفيل في الولايات المتحدة.

## وصلات خارجية
- دان ليهي على موقعبيزبول رفرنس.كوم (الدوري الرئيسي) (الإنجليزية)
- دان ليهي على موقع مشجعي الرسوم البيانية (الإنجليزية)